# ママル・ハンズ

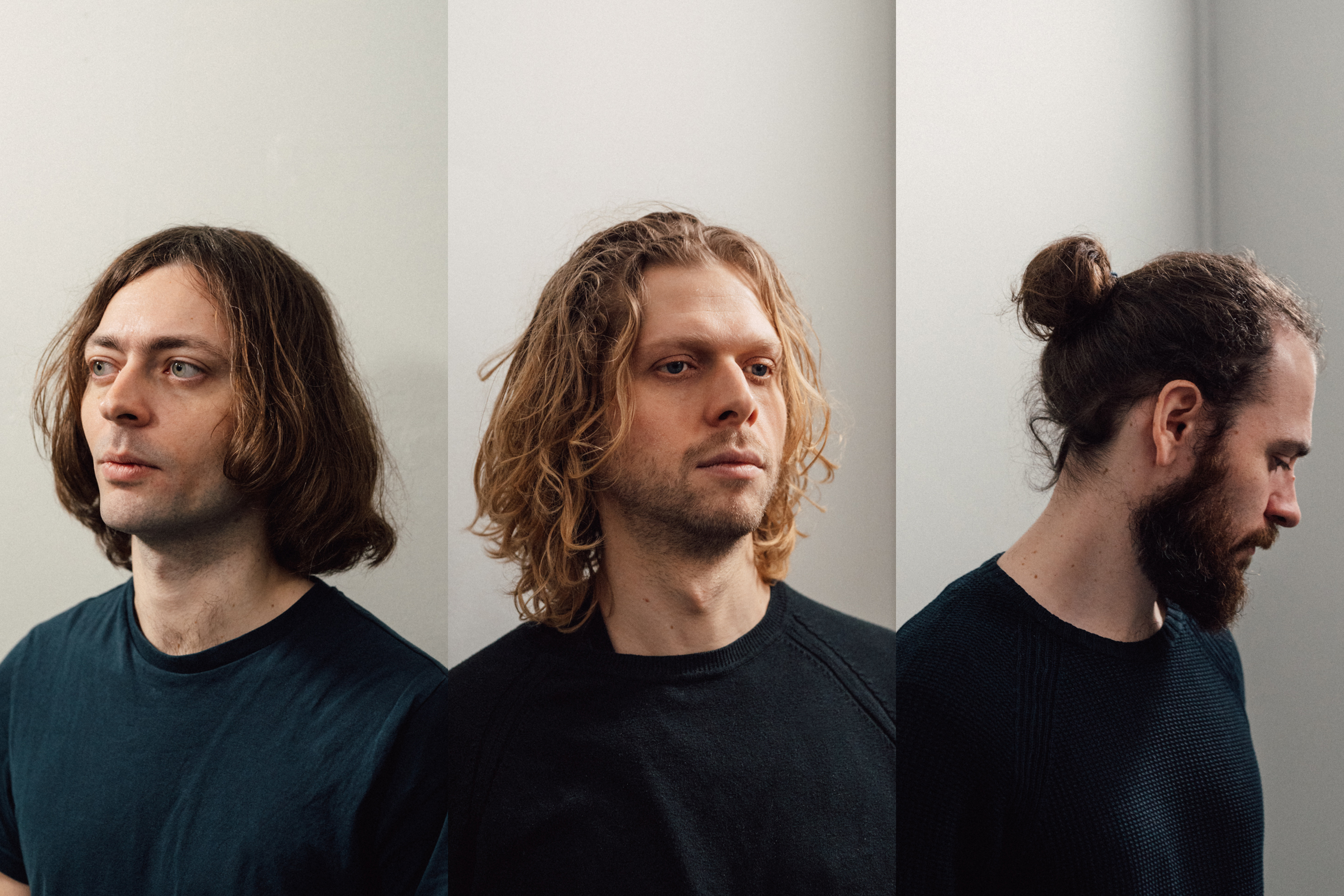
ママル・ハンズ（オリジナル・メンバー）

ママル・ハンズ（Mammal Hands）は、ノリッジ出身のイギリスのバンド。オリジナル・メンバーは、サクソフォーンのジョーダン・スマート、ピアノのニック・スマートとドラムおよびタブラのジェシー・バレット。

## 概要
ママル・ハンズは、イングランドのノリッジで2012年に結成された。アンビエント、ジャズ、電子音楽、ワールドミュージックを融合させたスタイルで、ファラオ・サンダース、ゲタチュウ・メクリヤ、テリー・ライリー、スティーヴ・ライヒ、シリシュクマール・マンジなどの影響を受けている。3人のメンバー全員が作曲に平等に貢献し、個人のソロよりもパワフルなグループのダイナミズムを生み出すことに重きを置いている。
2018年、メンバーのスマート兄弟は新プロジェクト、スンダ・アーク（Sund Arc、サンダ・アークの表記もある）をスタートさせた。新たなポスト・クラシカル、ポスト・エレクトロのフェーズへ2人でアプローチしている。
2024年4月6日、バンドはオリジナル・ドラマーのジェシー・バレットの脱退を発表。その後、ロブ・ターナーがドラムを担当してバンドを継続すると発表した。

## ディスコグラフィ

### スタジオ・アルバム
- 『アニマリア』 - Animalia (2014年、Gondwana)
- 『フロア』 - Floa (2016年、Gondwana)
- 『シャドウ・ワーク』 - Shadow Work (2017年、Gondwana)
- 『キャプチャード・スピリッツ』 - Captured Spirits (2020年、Gondwana)
- 『ギフト・フロム・ザ・ツリーズ』 - Gift From The Trees (2023年、Gondwana)

### EP
- Becoming (2018年、Gondwana)